# Onosma helleri
Onosma helleri är en strävbladig växtart som beskrevs av Werner Rodolfo Greuter och Burdet. Onosma helleri ingår i släktet Onosma och familjen strävbladiga växter. Inga underarter finns listade i Catalogue of Life.